# Filzenkogel
Filzenkogel är en bergstopp i Österrike.   Den ligger i distriktet Schwaz och förbundslandet Tyrolen, i den västra delen av landet, 400 km väster om huvudstaden Wien. Toppen på Filzenkogel är 2 227 meter över havet, eller 6 meter över den omgivande terrängen. Bredden vid basen är 0,13 km.
Terrängen runt Filzenkogel är mycket bergig. Närmaste större samhälle är Mayrhofen, 4,0 km norr om Filzenkogel. 

Utsikt från Filzenkogel

Trakten runt Filzenkogel består i huvudsak av gräsmarker. Runt Filzenkogel är det ganska glesbefolkat, med 42 invånare per kvadratkilometer.